# Godfrey Chitalu
Godfrey Chitalu (Luanshya, Rodesia del Norte —actual Zambia—, 22 de octubre de 1947-Costa Atlántica, Gabón, 27 de abril de 1993) fue un futbolista y entrenador zambiano que destacó por su capacidad goleadora, llegándosele a atribuir 107 goles (cifra no reconocida por la FIFA) en un año natural durante 1972, anotados cuando jugaba como delantero en el Kabwe Warriors FC zambiano.
Falleció en el accidente aéreo que costó la vida a toda la delegación de Zambia el 27 de abril de 1993, cuando era seleccionador de la misma.

## Trayectoria
Chitalu jugó como delantero y fue un prolífico goleador. Nacido en Luanshya, pasó a formar parte del Kitwe United F.C. en 1965. Anotó 81 goles para el club en 1968, antes de unirse a los rivales Kabwe Warriors FC en 1970. Diversas fuentes señalan que Chitalu anotó un récord no oficial de 107 goles para diversos combinados durante el año 1972.

Fue apodado «Ucar» después de ser comparado por su resistencia con una batería de esa marca por el comentarista Dennis Liwewe.
Chitalu jugó varias veces para la selección de fútbol de Zambia, incluyendo la fase final de la Copa Africana de Naciones 1978 celebrada en Ghana.
En 1980 y ya con 32 años —siendo el miembro más veterano del equipo—, jugó con la selección olímpica de Zambia en los Juegos Olímpicos de 1980 en Moscú, anotando un gol contra la Unión Soviética en la derrota por 1-3 y otro ante Venezuela, perdiendo también Zambia por 1-2.
En 2006, fue seleccionado por la Confederación Africana de Fútbol como uno de los 200 mejores futbolistas africanos de los últimos 50 años.

## Muerte
El 27 de abril de 1993, 18 jugadores de la selección de Zambia, el presidente de la federación y tres técnicos (entre ellos Chitalu, seleccionador) fallecieron en la noche del martes al miércoles al precipitarse al mar el avión en el que se desplazaban desde Lusaka (Zambia) hasta Dakar (Senegal). El accidente se produjo poco después de que el aparato despegara de Libreville (Gabón) tras repostar combustible. La Marina Gabonesa rastreó el lugar de los hechos y no consiguió hallar supervivientes.

## Récord de goles
A finales de 2012, cuando el futbolista argentino del F. C. Barcelona Lionel Messi batió el récord de goles en un año (con 91 goles) que ostentaba Gerd Müller desde 1972 con 85, la prensa internacional se hizo eco de la cifra de goles que se atribuyeron a Chitalu también en 1972, señalando que la FIFA no había declarado oficial su cifra de 107 goles. Según la Federación de Fútbol de Zambia y otras fuentes, de los 107 goles de Chitalu, 49 fueron logrados en partidos de liga, y 58 en encuentros de la selección, amistosos, regionales de la Provincia de Copperbelt contra la Provincia de Midlands; y All-Star Zambia contra el resto. No obstante, la FIFA manifestó que no podía reconocer la cifra goleadora, al circunscribirse sus estadísticas a competiciones organizadas por la propia federación, así como aseguró que tampoco podía reconocer la de Messi por "no tener una base de datos que recoja cada partido que se ha jugado y se juegue en cada país desde el día de nuestra fundación".
La inexistencia de ningún tipo de registro oficial sobre los goles de Chitalu en 1972 provocó que la cifra fuera puesta en duda desde el primer momento. Algunos medios afirmaron que únicamente 88 de sus goles en ese año se produjeron en partidos oficiales. Así, el Libro Guinness de los récords reconoció el récord de Messi, considerando segundo a Gerd Müller en cuanto a cifras de goles marcados en un año natural.

## Equipos
| Club              | País   | Año       |
| ----------------- | ------ | --------- |
| Roan United       | Zambia | 1967      |
| Kitwe United FC   | Zambia | 1967-1970 |
| Kabwe Warriors FC | Zambia | 1970-1982 |